# Via Julia Augusta
Виа Юлия Августа (на латински: Via Julia Augusta) е древен римски път, построен през 13 пр.н.е. по времето на император Август.
Той води от Вада Сабация (Вадо Лигуре) покрай лигурския бряг през Албингаунум (Албенга) и Албинтимилиум (Вентимиля) и през Морските Алпи на запад до Арелате (Арл) в Галия (днес Прованс).
Via Iulia Augusta е продължение на Виа Аурелия и на Виа Емилия Скавра по брега на Средиземно море през Генуа към Vada Sabatia.
Благодарение на Via Iulia Augusta се стигало до Арл за осем дена и една войска можела за 27 дена да сигне на Иберския полуостров.